# Košická kotlina
Košická kotlina je geomorfologický celek na východním Slovensku, plochá pahorkatina na neogenních a kvartérních sedimentech. Nejvyšší bod kotliny je Diaľna (384 m n. m.)
Rozkládá se v jihovýchodní části Slovenska. Na západě sousedí se Slovenským krasem a Slovenským rudohořím, na severu s Šarišskou vrchovinou a Ondavskou vrchovinou, na východě přechází v Slanské vrchy a na jihu pokračuje na území Maďarska.

## Charakteristika
Košická kotlina je oblast protáhnutého tvaru směrem od severu k jihu. Terén je pestrý a variabilní, rozlehlé roviny se střídají s nevysokými kopci. Nejvyššími vrcholy jsou Diaľna (384 m n. m.) a Červený grúnik (305 m n. m.). Porost v této oblasti tvoří převážně listnaté lesy s hojným výskytem dubu, buku, habru a břízy. Nejvýznamnějšími řekami Košické kotliny jsou Torysa, Hornád, Bodva a Ida.
Podnebí řadí Košickou kotlinu mezi teplé oblasti. V zimních měsících se teploty pohybují v rozmezí od -1 do -3°C, v letních měsících mezi 18 až 20 °C. Počet dní se sněhovou pokrývkou je menší než 50, počet letních dní je 60 až 70.

## Chráněné území
Košická kotlina nepatří mezi chráněné krajinné oblasti, a i přesto zde lze nalézt velmi hodnotné přírodovědné a krajinné lokality. Patří k nim státní přírodní rezervace Gýmešský jarok, Humenec a Zbojnícky zámok, chráněné naleziště Mirkovská kosatcová lúka a chráněná plocha Kokošovská dubina. Tyto chráněné lokality byly zřízeny pro uchování místní flory a fauny, které jsou zde druhově velmi pestré a bohaté.